# Amstel Gold Raceroute
De Amstel Gold Raceroute, ook Amstel Gold Race 365 genaamd, is een permanente bewegwijzerde fietsroute in de Nederlandse provincie Limburg. De route rijgt de verschillende hellingen aan elkaar die in de Amstel Gold Race beklommen worden. De route is verdeeld in 4 lussen die zijn genummerd als 1, 2, 3 en 4. De lussen starten bij de Amstel Gold Race Experience in Valkenburg. De lussen kunnen apart of aaneengesloten gefietst worden. De lussen zijn sinds 2009 permanent bewegwijzerd.
Omdat het (fiets)toerisme in de streek toeneemt is er sinds 2024 een nieuwe vierde lus door een rustigere streek van Zuid-Limburg met minder bekende beklimmingen. Waarvan dus ook meerdere beklimmingen die niet of niet meer opgenomen zijn in de wielerklassieker. Ook deze lus start bij de Amstel Gold Race Experience.

## Lus 1
Lus 1 is de meeste noordelijke lus. Na de start in Valkenburg voert de lus over de hellingen Cauberg, Maasberg, Adsteeg, Lange Raarberg, Bergseweg en Sibbergrubbe om weer te eindigen in Valkenburg. De lus is 78 km lang en kent 680 hoogtemeters.

## Lus 2
Lus 2 is de 'middelste' lus. Na de start in Valkenburg voert de lus over de hellingen Cauberg, Wolfsberg, Loorberg, Schweiberg, Camerig, Drielandenpunt, Gemmenich, Vijlenerbos, Eperheide, Gulpenerberg, Kruisberg, Eyserweg, St. Remigiusstraat, Vrakelberg en Sibbergruppe om weer te eindigen in Valkenburg. De lus is 111 km lang en kent 1770 hoogtemeters.

## Lus 3
Lus 3 is de 'finale-lus'. Na de start in Valkenburg voert de lus over de hellingen Cauberg, Geulhemmerberg, Bemelerberg, Wolfsberg, Loorberg, Gulpenerberg, Kruisberg, Eyserbosweg, Fromberg, Keutenberg en nogmaals de Cauberg om te eindigen in Valkenburg. De lus is 77 km lang en kent 1070 hoogtemeters.

## Lus 4
Lus 4 is de 'rustige lus‘, geïntroduceerd in 2024. Na de start in Valkenburg voert de lus over de hellingen Huls, Goudsberg, Stoepert, Windrakerberg, Wanenberg en Watersley. De lus is 91 km lang en kent 750 hoogtemeters.
Ronde van Vlaanderenroute · Gent-Wevelgemroute · Brabantse Pijlroute · Amstel Gold Raceroute